# Oldřich Rott
Oldřich Rott, född den 26 maj 1951 i Třebechovice pod Orebem, Tjeckien, är en tjeckoslovakisk fotbollsspelare som tog OS-guld i fotbollsturneringen vid de olympiska sommarspelen 1980 i Moskva.